# L'atelier della modista
L'atelier della modista è un dipinto a olio su tela (172x256 cm) realizzato nel 1926 dal pittore spagnolo Pablo Picasso. È conservato nel Centre Pompidou di Parigi.
Il quadro si struttura su di una sostanziale contrapposizione delle linee rette delle strutture architettoniche, in opposizione a quelle curve che formano i personaggi della tela.